# Pertusaria muricata
Pertusaria muricata är en lavart som beskrevs av J. C. David. Pertusaria muricata ingår i släktet Pertusaria och familjen Pertusariaceae.   Inga underarter finns listade i Catalogue of Life.